# Уилкокс (окръг, Алабама)
Окръг Уилкокс (на английски: Wilcox County) е окръг в щата Алабама, Съединени американски щати. Площта му е 2349 km², а населението – 10 600 души (1 април 2020). Административен център е град Камдън.